# Olimp (escultor)
Olimp (en llatí Olympus, en grec antic Ολυμπος) fou un escultor grec la ciutat del qual es desconeix.
Quant a la seva època només se sap que era posterior a l'Olimpíada 80, és a dir al 460 aC, i probablement va viure al mateix segle V aC o al segle següent. Va fer una estàtua a Olímpia de l'esportista de pancraci Xenofont fill de Menefil d'Acaia.